# Mikoian-Gurévitx MiG-15
El Mikoian-Gurévitx MiG-15 (en rus: Микоян и Гуревич МиГ-15),(Denominació OTAN "Fagot") és un caça de reacció construït en gran quantitat pels soviètics al començament de la Guerra Freda. El MiG-15 va demostrar estar al nivell dels millors dissenys d'avions de combat occidentals durant la guerra de Corea, com ara l'F-86 Sabre. Va augmentar ràpidament la reputació del seu fabricant Mikoian-Gurévitx (MiG) fins a convertir-se en el principal constructor d'avions de caça de tota l'URSS. Als països occidentals l'acrònim MiG va esdevenir ràpidament sinònim d'avió militar soviètic en el llenguatge familiar. Un element clau per al seu disseny va ser la compra de turboreactors moderns de la companyia Rolls-Royce, del Regne Unit.

## Història
Tot i que havia desenvolupat magnífics dissenys durant la Segona Guerra Mundial la indústria aeronàutica soviètica no aconseguia fabricar models comparables als nous dissenys americans o britànics, sobretot a causa del seu retard en el desenvolupament del motor de reacció. Van partir dels motors capturats als alemanys durant la guerra, com els BMW-003 i els Jumo 004, els quals van copiar i millorar progressivament amb les denominacions RD-10 i RD-20. Tot i això aquests motors eren poc fiables i de difícil manteniment i no tenien una potència gaire elevada. Així doncs els primers caces de reacció soviètics tenien desavantatge respecte als seus rivals occidentals.
A finals de l'any 1946, una delegació tècnica soviètica, dirigida per S. T. Kixkin i amb altres dissenyadors com A.I. Mikoian i Vladímir Klímov, va fer un viatge al Regne Unit. Acordaren la compra d'alguns exemplars dels turboreactors més moderns de la firma Rolls-Royce. Això va ser aprofitat per la indústria soviètica i l'enginyer Klímov va copiar ràpidament els motors adquirits. El març de 1947, l'OKB 155 (una oficina de disseny aeronàutica de l'URSS) va rebre l'ordre de dissenyar un caça amb ales en fletxa utilitzant un d'aquests nous motors. L'avió, tot i aprofitar moltes característiques del MiG-9 precedent, utilitzava detalls inspirats pels dissenys del Focke-Wulf Ta 183 (projecte de caça de reacció alemany que no es dugué a obn port), que havien aconseguit el 1945 a Berlín. Tot i això existeix debat en fins a quin punt aquest disseny alemany va influenciar el del MiG-15. Diversos autors defensen que el MiG-15 és un disseny original soviètic, tant en concepció com en disseny i producció, però que es va beneficiar de les investigacions dels alemanys.
Els treballs avançaven de pressa i el primer prototip S-1 va volar per primera vegada el 19 de desembre de 1947. Amb el bon resultat de les diverses proves es va decidir produir aquest model en sèrie. En total 13.131 avions seran construïts de totes les versions (més prop de 6.000 sota llicència).
L'avió tenia una línia molt esvelta i una ala en fletxa amb un angle de trenta-cinc graus. Això li permetia prestacions destacables, fins i tot respecte als seus adversaris occidentals. Per exemple era capaç volar a una velocitat punta de més de mil km/h. Tot i això, presentava també algunes dificultats en el seu comportament en rodatge a la pista i un cop en vol, la qual cosa en feia complicat el pilotatge per part de pilots inexperts. No obstant això, va ser escollit enfront del disseny rival, el Lavotxkin La-168 i, a partir del 31 de desembre de 1948, va entrar en servei a l'aviació soviètica. Per part de l'OTAN va rebre el criptònim «Fagot», també va ser subministrat a les forces aèries nord-coreanes i xineses que combatien a al Guerra de Corea. L'arribada d'aquest caça modern i eficient va ser un xoc per a les forces de les Nacions Unides que ràpidament li van haver d'oposar l'F-86 Sabre per tal de conservar la superioritat aèria.

## Descripció tècnica

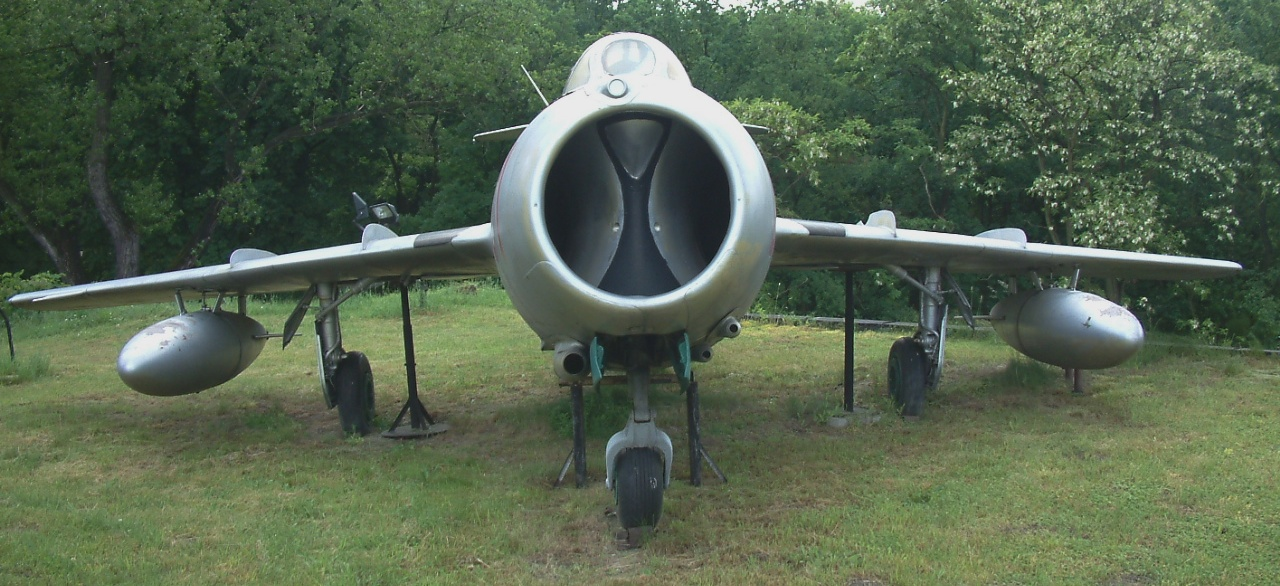
visió frontal d'un MiG-15

El buc del MiG-15 és de construcció semimonobuc en metall, dividit en dues parts a nivell de la vora de fuga (extrem davanter de les ales, en contacte amb el buc), cosa que permetia accedir fàcilment al motor per a les operacions de manteniment. L'estructura principal està formada per setze marcs units per travessers, el plafó superior i el terra de la cabina de pilotatge. Dos conductes d'aire el·líptics connecten l'entrada d'aire frontal al compressor del motor. El pilot es troba protegit per un parabrisa blindat de 6,4 cm de gruix, a més d'un blindatge d'acer d'1 cm als costats i la part posterior de la cabina.
En la part davantera del buc també s'hi troba l'armament, format per tres canons agrupats en un compartiment situat sota la cabina del pilot. En concret eren un canó automàtic de 37 mm de calibre, NS-37, a la dreta, amb 40 bales, i dos NR-23 de 23 mm, amb 80 bales.

## Operadors
Els països del bloc comunista i molts dels seus aliats han utilitzat el MiG-15, molt països africans i del centre d'Àsia van continuar utilitzant aquest model durant anys un cop retirat de les unitats de combat de l'URSS. Fins i tot els Estats Units d'Amèrica van adquirir alguns avions (de producció xinesa) els anys 80 del segle XX per tal d'avaluar-los.

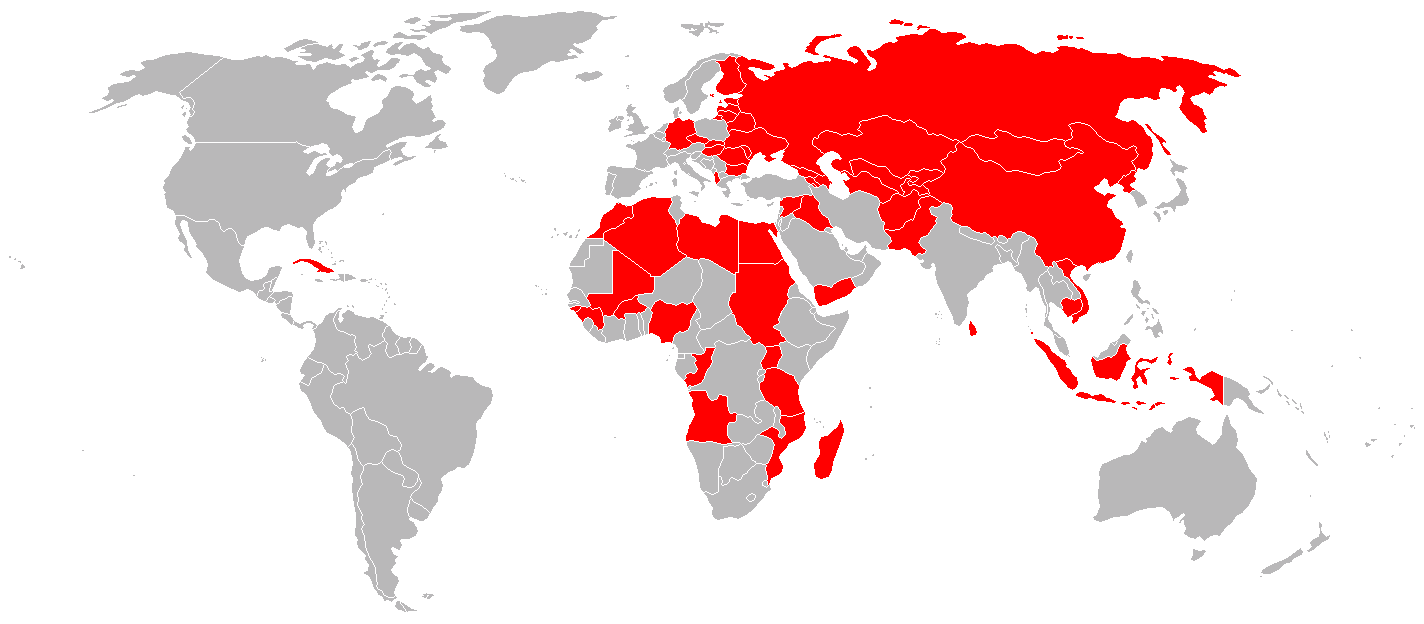
Països que han utilitzat el MiG-15

## Cultura popular
En els simuladors de vol existeixen una o més variants del Mikoian-Gurévitx MiG-15, com el simulador de vol de codi obert FlightGear, així com en el sector comercial.

## Especificacions (MiG-15bis)
Característiques generals
- Tripulació: Un o dos
- Longitud: 10,08 m
- Envergadura:
- Alçada: 3,70 m
- Superfície de l'ala 20,6 m²
- Perfil: TsAGI S-10 / TsAGI SR-3
- Pes buit: 3.630 kg
- Pes carregat: 5.015 kg
- Pes màxim d'enlairament: 6.105 kg
- Motor: 1× turbojet Klímov VK-1 , 26,5 kN

 Rendiment 
- Velocitat màxima: =1.059 km/h
- Velocitat de creuer: 850 km/h
- Abast: 1.240 km
- Sostre de servei: 15.500 m
- Ràtio d'ascens: 51,2 m/s a nivell del mar

36,2 m/s a 5000 m
21 m/s a 10000 m
- Impuls/pes: 0,00534 kN/kg

Armament

Dibuix amb les projeccions del MiG-15.

- 2 canons automàtics Nudelman NR-23 de calibre 23 mm al cantó inferior esquerra del fuselatge amb 80 cartutxos cadascun
- 1 canó automàtic Nudelman N-37 de calibre 37 mm al cantó inferior dret del fuselatge amb 40 cartutxos
- 2 suports subalars amb capacitat per: bombes de 100 kg, contenidors llança-coets o dipòsits de combustible externs